# Ljusfors
Ljusfors este o arie protejată (arie specială de conservare — SAC, sit de importanță comunitară — SCI) din Suedia întinsă pe o suprafață de 25,3 ha, integral pe uscat.

## Localizare
Centrul sitului Ljusfors este situat la coordonatele 58°35′33″N 15°52′33″E / 58.5925°N 15.8757°E.

## Înființare
Situl Ljusfors a fost declarat sit de importanță comunitară în iunie 1996 pentru a proteja 2 specii de animale. Situl a fost protejat și ca arie specială de conservare în martie 2011.

## Biodiversitate
Situată în ecoregiunea boreală, aria protejată conține 3 habitate naturale: Pajiști cu Molinia pe soluri calcaroase, turboase sau argilos-nămoloase (Molinion caeruleae), Taiga vestică, Pășuni din zone de pădure fino-scandinave.
La baza desemnării sitului se află mai multe specii protejate de  nevertebrate (2): Anthrenochernes stellae, Osmoderma eremita.